# Kap Wilkins
Das Kap Wilkins ist das felsige Nordkap der Insel Foldøya vor der Küste des ostantarktischen Kemplands. Es begrenzt östlich die Einfahrt zur Stefansson Bay.
Entdeckt wurde das Kap am 18. Februar 1931 bei der vom australischen Polarforscher Douglas Mawson geleiteten British Australian and New Zealand Antarctic Research Expedition (BANZARE, 1929–1931). Wissenschaftler der britischen Discovery Investigations nahmen im Februar 1936 eine Kartierung vor. Norwegische Kartografen kartierten das Kap erneut anhand von Luftaufnahmen, die zwischen Januar und Februar 1937 bei der Lars-Christensen-Expedition 1936/37 entstanden. Mawson benannte die Formation zunächst als Kap Hearst in Anerkennung für die Unterstützung durch das Verlagsunternehmen Hearst Press. Später stimmte er der Benennung nach dem australischen Polarforscher Hubert Wilkins (1888–1958) zu.